# Spłaszczenie (wada drewna)
Spłaszczenie – wada drewna z grupy wad kształtu.  Jest to zbliżony do eliptycznego kształt przekroju poprzecznego drewna, niepożądany m.in. z uwagi na dużą ilość odpadów powstałych podczas przecierania.
Spłaszczenie często występuje razem z innymi wadami drewna:
- mimośrodowością rdzenia - w gałęziach i pniach drzew na skraju lasu,
- wielordzennością - w pniach, szczególnie drzew liściastych,
- twardzicą (drewnem reakcyjnym), wraz z nierównomiernością słojów rocznych w gałęziach.

Wartość spłaszczenia określa się jako różnicę pomiędzy największą i najmniejszą średnicą przekroju, wyrażoną w centymetrach, lub stosunkiem różnicy tych średnic do średnicy większej.